# William Cowper (författare)

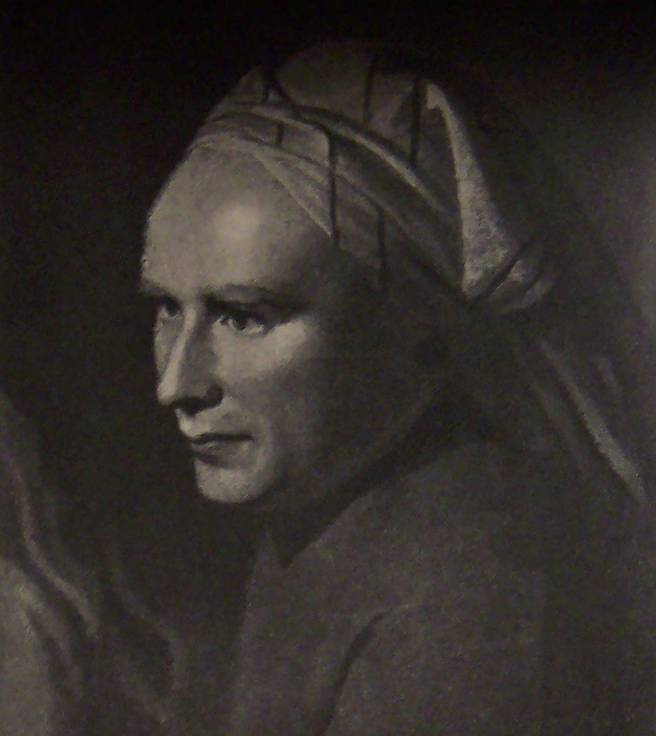
William Cowper, porträtt från National Portrait Gallery utfört av Romney.

William Cowper född 26 november 1731, död 25 april 1800, var en engelsk poet.
Cowper föddes i en litterärt bildad familj, och fick en god utbildning. Dock råkade han 1763, efter olycklig kärlek och religiösa grubblerier, in i återkommande depressionstillstånd som under loppen av hans sista år alltmer försvårades.
Huvuddelen av sin poesi skrev han under en lugn period 1782–1786, däribland en volym blandade poem, ett naturbeskrivande epos på blankvers, The task, samt tillfällighetsstycken av skilda slag, bland vilka det ojämförligt främsta är hans sublima The loss of the Royal George, över amiral Richard Kempenfelts undergång med sitt flaggskepp. Till Cowpers sista år hör en blankversöversättning av Homeros samt den korta The castaway.
Cowper stod ganska avvisande mot sin tids samtida poesi influerad av Alexander Pope, och inspirerades istället mer av äldre poeter som John Milton. I sina naturstämmingar förebådar han romantiken och poeter som William Wordsworth. Cowper har också vunnit stort erkännande som brevskrivare. Hans Poetical works utgavs i en samlad utgåva 1905, och hans Letters i en samlad utgåva 1912.
I egenskap av psalmförfattare finns Cowper representerad i Den svenska psalmboken 1986 med två verk (nr 246 och 340), därtill finns han representerad i Frälsningsarméns sångbok 1990 (FA) och Svenska Missionsförbundets sångbok 1920 (SMF 1920), Segertoner 1930 (Seger 1930) och Hjärtesånger 1895 där den anges hämtad ur Stridssånger med flera.

## Psalmer
- Det finns en källa, fylld med blod översättning av There is a fountain, filled with blood (Hjärtsånger 1895 nr 36, FA nr 330, Seger 1930 nr 151)
- Det flöt en gång från korsets stam (SMF 1920 nr 124)
- Guds väg i dunkel ofta går (1986 nr 340), 1774
- Här en källa rinner (SMF nr 230, 1986 nr 246), översättning av There is a fountain, filled with blood 1772 Finns på Wikisource.
- Kom, Frälsare, och var oss när (SMF 1920 nr 632)
- På underbara vägar går (Seger 1930 nr 100)

### Engelska psalmtitlar av Cowper
Cowper är representerad med femton psalmer i The Church Hymn book 1872:
- Nr 127 Jesus! where'er thy people meet,
- Nr 357 The Spirit breathes upon the word,
- Nr 450 There is a fountain, filled with blood,
- Nr 790 Hark! my soul! it is the Lord,
- Nr 856 To Jesus, the Crown of my hope,
- Nr 871 Far from the world, O Lord! I flee,
- Nr 885 My Lord! how full of sweet content, (translation 1782),
- Nr 932 What various hindranes we meet,
- Nr 945 Oh! for a closer walk with God,
- Nr 965 When darkness long has veiled my mind,
- Nr 1002 T is my happiness below,
- Nr 1009 O Lord! in sorrow I resign, (translation 1782),
- Nr 1029 O Lord! my best desire fulfill,
- Nr 1043 There is a safe and secret place
- Nr 1060 God of my life! to thee I call.